# Breitscheidstraße 23 (Quedlinburg)

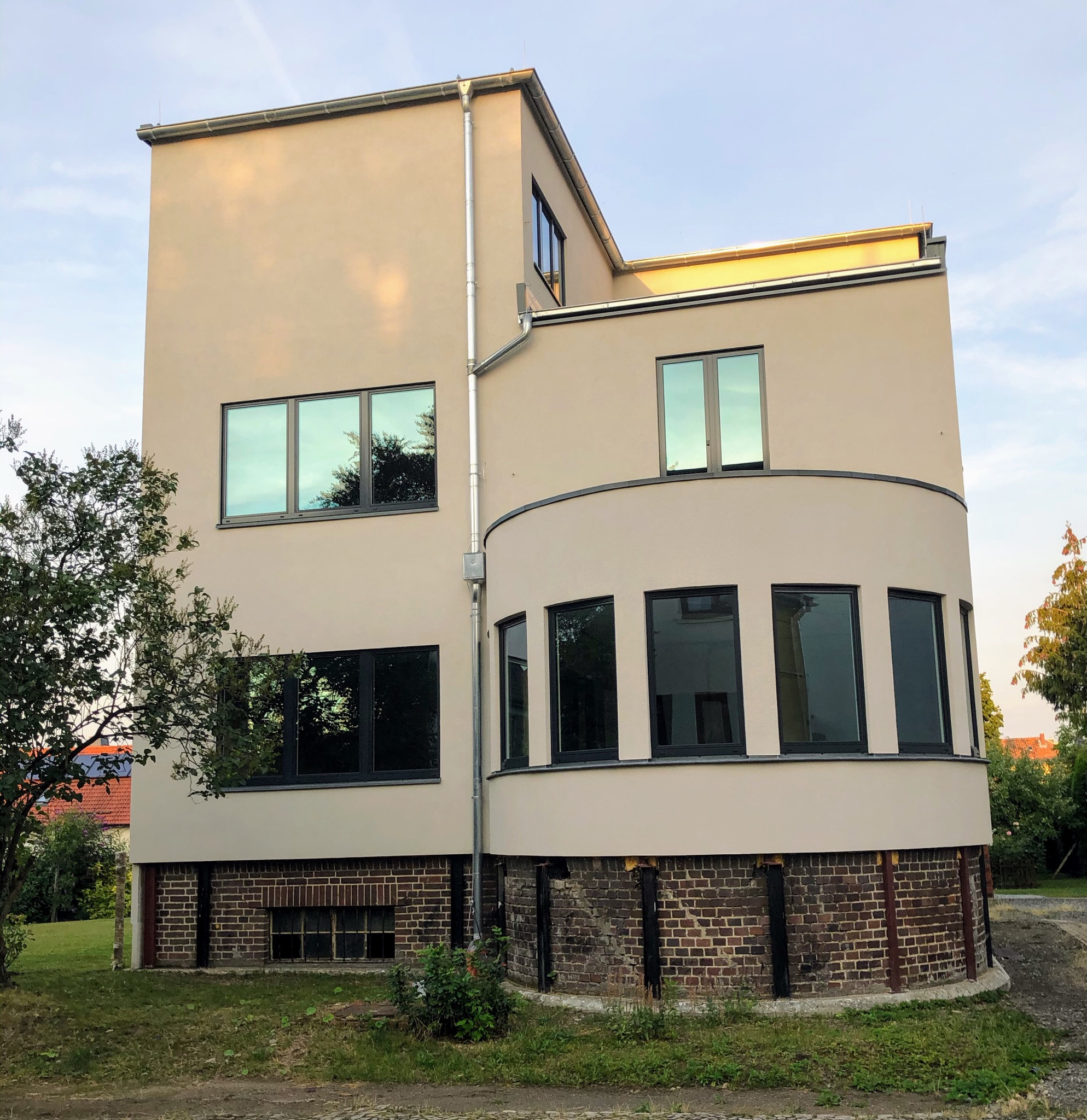
Breitscheidstraße 23, Quedlinburg im August 2020

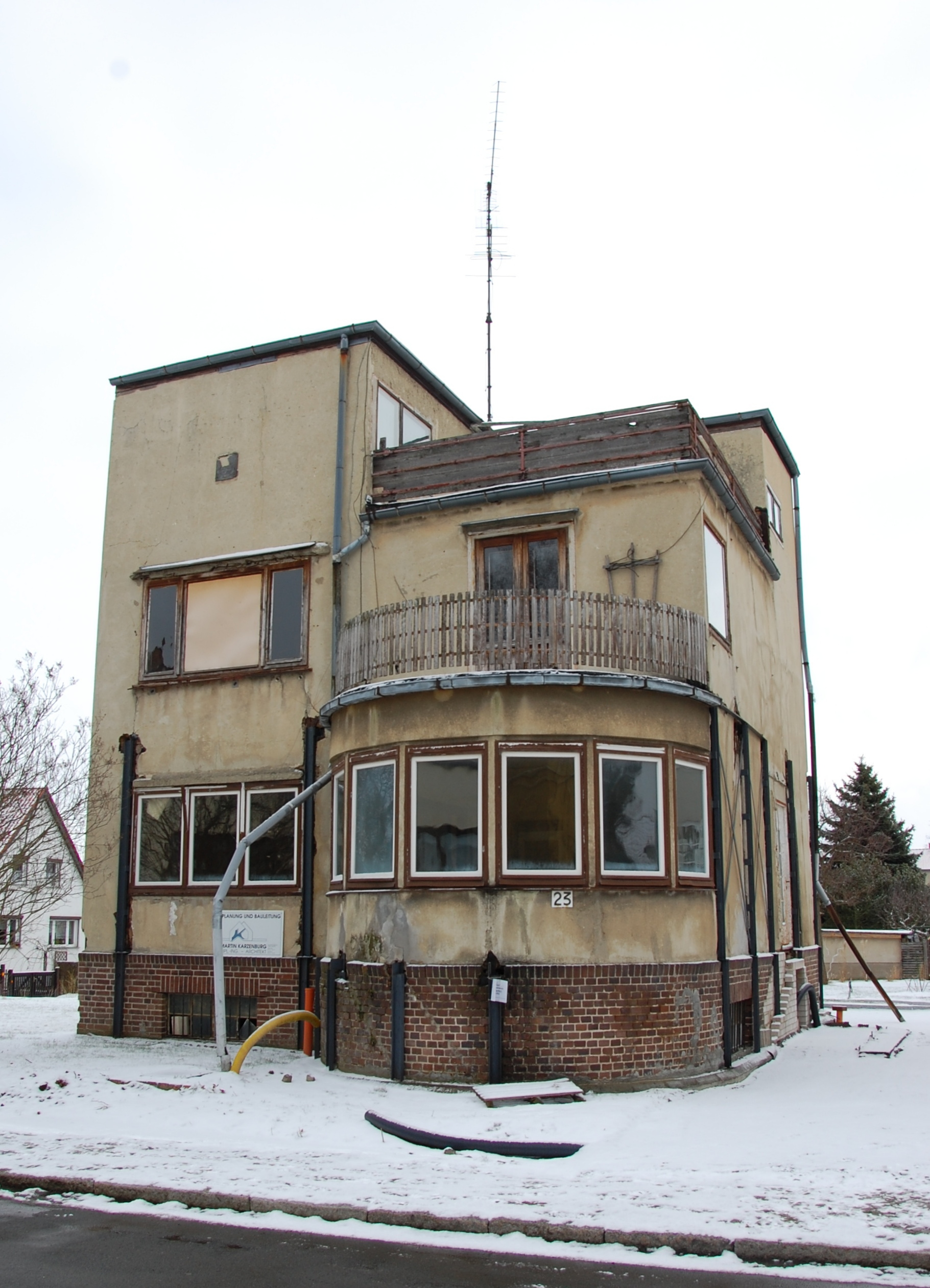
Haus Breitscheidstraße 23 vor der Sanierung, Februar 2013

Das Haus Breitscheidstraße 23 ist ein denkmalgeschütztes Gebäude in der Stadt Quedlinburg in Sachsen-Anhalt.

## Lage
Das Gebäude befindet sich westlich der historischen Quedlinburger Innenstadt auf der Ostseite der Breitscheidstraße. Gegenüber befindet sich die ebenfalls denkmalgeschützte Häusergruppe Breitscheidstraße 22, 24, 26, 28 und 30. Es ist im Quedlinburger Denkmalverzeichnis als Siedlungshaus eingetragen. 

## Architektur und Geschichte
Das zweigeschossige Wohnhaus wurde 1934 vom Architekten Herbert Puls errichtet. In seiner Gestaltung orientiert sich der kubische Bau an der Neuen Sachlichkeit der 1920er Jahre.
Im Jahr 2003 wurde mit der Sicherung des Hauses begonnen und 2019 mit der Sanierung fortgeführt, die bis 2021 abgeschlossen sein soll.